# Kisberzseny
Kisberzseny est un village et une commune du comitat de Veszprém en Hongrie.